# ستکبورن

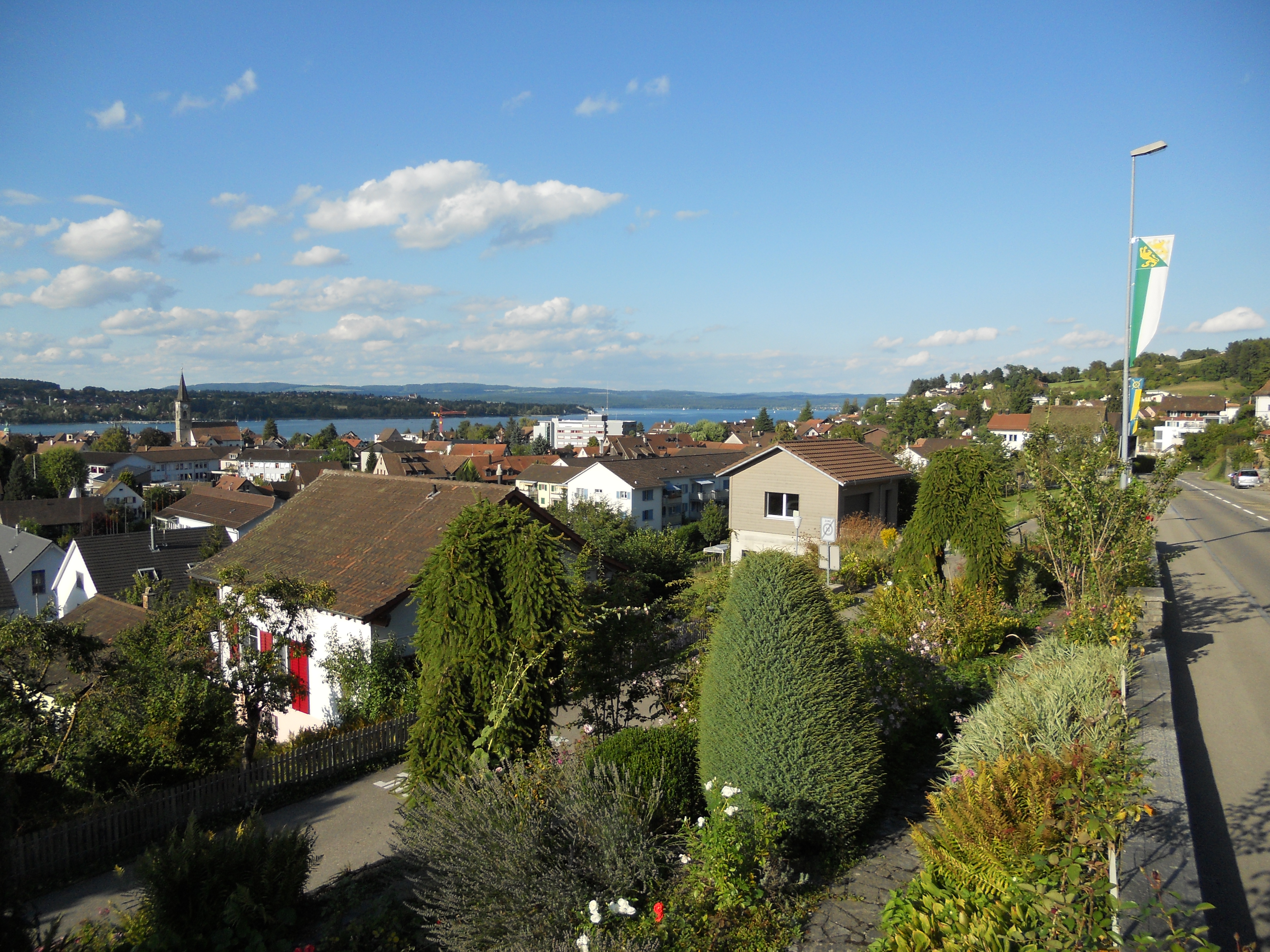
View on the city

شهر ستکبورن  در بخش ستکبورن در ایالت تورگو در کشور سوئیس واقع شده است که ۳٬۲۰۰ نفر جمعیت دارد.